# Iglesia de los Reyes Magos

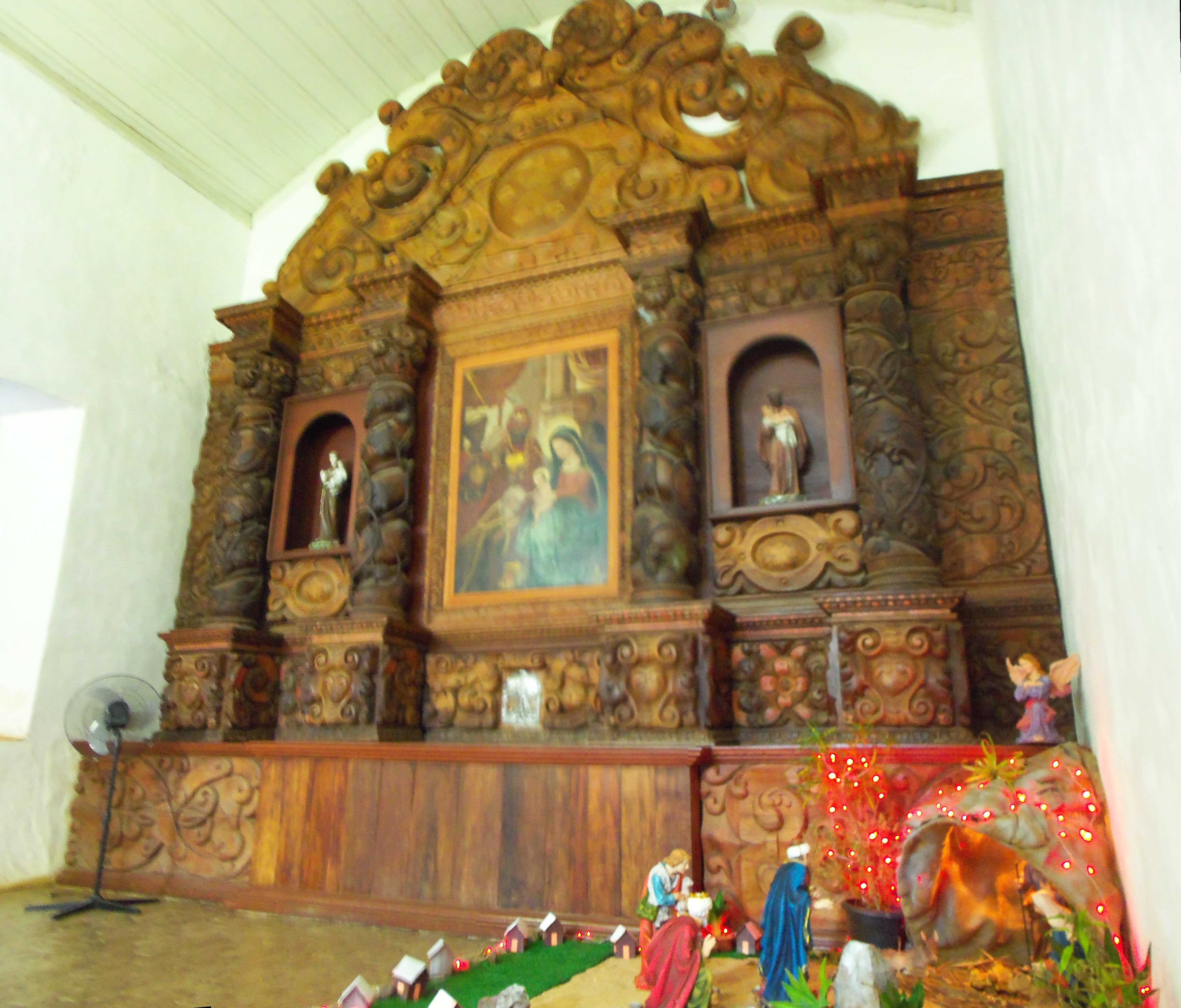
Retablo de la Iglesia de los Reyes Magos.

La Iglesia de los Reyes Magos es un templo católico del distrito de Nova Almeida, en la ciudad brasileña de Serra, en el estado de Espírito Santo. Es considerada un importante ejemplo de la arquitectura jesuítica, realizada en el estilo chão (estilo suelo), una variante del manieirismo portugués.
Como todas las iglesias del estilo chão, su fachada tiene grande simplicidad, compuesta de un rectángulo coronado por un frontón triangular con pináculos en las extremidades y una cruz en la cima. Su única puerta, así como las tres ventanas en el piso superior, tienen vergas rectas, la puerta tiene una moldura de piedra de lioz y el frontón es perforado por un óculo polilobulado. A la derecha se erige un campanario de partido cuadrado, con una aspillera a media-altura y un arco redondo vaciado en la cima, cubierta por un chapitel bulboso con pequeños pináculos en los vértices.
El interior tiene techo de vigamento aparente y cuenta con una nave única y una capilla al fondo. Un coro de talla rústica cubre la entrada. Su importante retablo es uno de los pocos trabajos en talla manierista que sobreviven en Brasil, pero ya muestra alguna influencia barroca en las columnas torsas cubiertas por motivos vegetales. Su ejecución es relativamente rústica, probablemente obra realizada con la colaboración de indígenas. Al centro del retablo hay una pintura representando la Adoración de los Reyes Magos, atribuida por Serafim Leche al religioso Belchior Paulo, revelando influencia de la escuela maneirista flamenca.
La iglesia está conectada a la antigua residencia de los jesuitas, una edificación también de líneas despojadas con un claustro rodeado de gruesas columnas. En la década de 1940 el conjunto se encontraba bastante arruinado y pasó por una restauración, que reconstruyó tramos que habían caído del balcón del claustro. Este edificio por algún tiempo funcionó como Casa de Cámara y Cárcel, sobreviviendo un relieve sobre la puerta de entrada con las armas del Imperio Brasileño.

Referencias 